# Bezirk Jungbunzlau
Der Bezirk Jungbunzlau (tschechisch Okresní hejtmanství Mláda Boleslav) war ein Politischer Bezirk im Königreich Böhmen. Der Bezirk umfasste Gebiete in der heutigen Mittelböhmischen Region (Okres Mladá Boleslav). Sitz der Bezirkshauptmannschaft war die Stadt Jungbunzlau (Mladá Boleslav). Das Gebiet gehörte seit 1918 zur neu gegründeten Tschechoslowakei und ist seit 1993 Teil Tschechiens.

## Geschichte
Die modernen, politischen Bezirke der Habsburgermonarchie wurden 1868 im Zuge der Trennung der politischen von der judikativen Verwaltung geschaffen.
Der Bezirk Jungbunzlau wurde 1868 aus den Gerichtsbezirken Neubenatek (tschechisch soudní okres Nové Benátky) und Jungbunzlau (Mláda Boleslav) gebildet.
Im Bezirk Jungbunzlau lebten 1869 53.914 Personen, wobei der Bezirk ein Gebiet von 9,9 Quadratmeilen und 75 Gemeinden umfasste.
1900 beherbergte der Bezirk 70.333 Menschen, die auf einer Fläche von 567,97 km² bzw. in 91 Gemeinden lebten.
Der Bezirk Jungbunzlau umfasste 1910 eine Fläche von 568,35 km² und beherbergte eine Bevölkerung von 76.989 Personen. Von den Einwohnern hatten 1910 75.372 Tschechisch und 1.258 Deutsch als Umgangssprache angegeben. Weiters lebten im Bezirk 359 Anderssprachige oder Staatsfremde. Zum Bezirk gehörten zwei Gerichtsbezirke mit insgesamt 90 Gemeinden bzw. 93 Katastralgemeinden.